# Gabrk (Pass)
Der Gabrk (deutsch alt auch Gabrik) ist ein Bergrücken und 549 m. i. J. hoher Passübergang bei Divača in Slowenien.

## Lage
Der Gabrk liegt zwischen Divača (435 m) und dem Senadolska dolina im Südwesten und Senožeče (um 560 m) im Nordosten. Er ist der Ausläufer der Vremščica (Velika Vremščica 1027 m) östlich, einem Vorberg des Snežnik-Massivs (Krainer Schneeberg) im Hochkarst, zum Kras (Karst-Plateau, Triester Karst) westlich. Mitten im Rücken liegt der Klapf Čebulovica (643 m), und östlich davon die Einsattelung des Namens. Der westliche Teil heißt auch Divaški Gabrk, der östliche oberhalb Dolnje Ležeče Ležeški Gabrk.

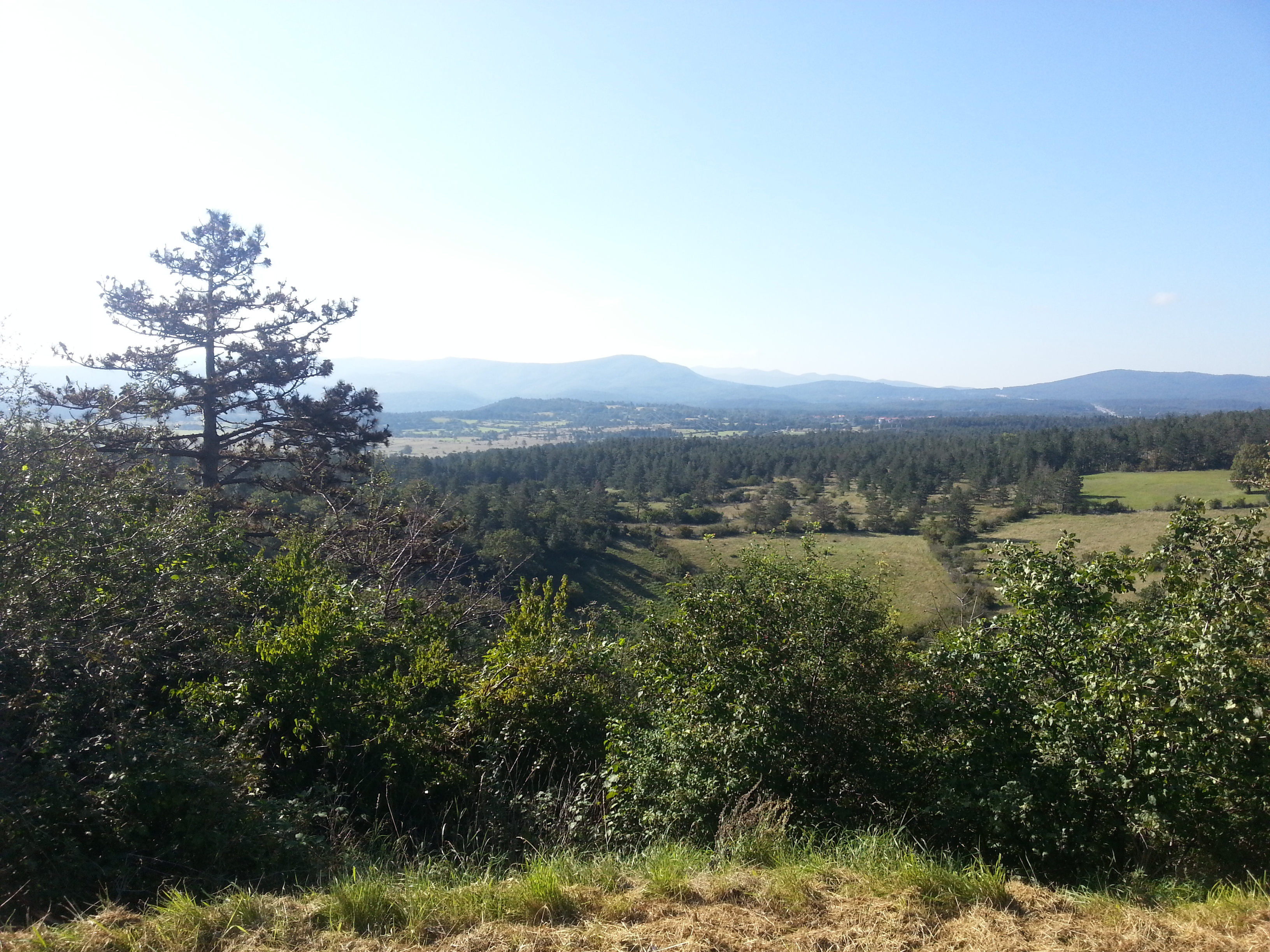
Blick nach Süden über den Bergfuß des Gabrk, hinten links Čičarija mit Slavnik, rechts Golič–Kokus-Zug des Kras
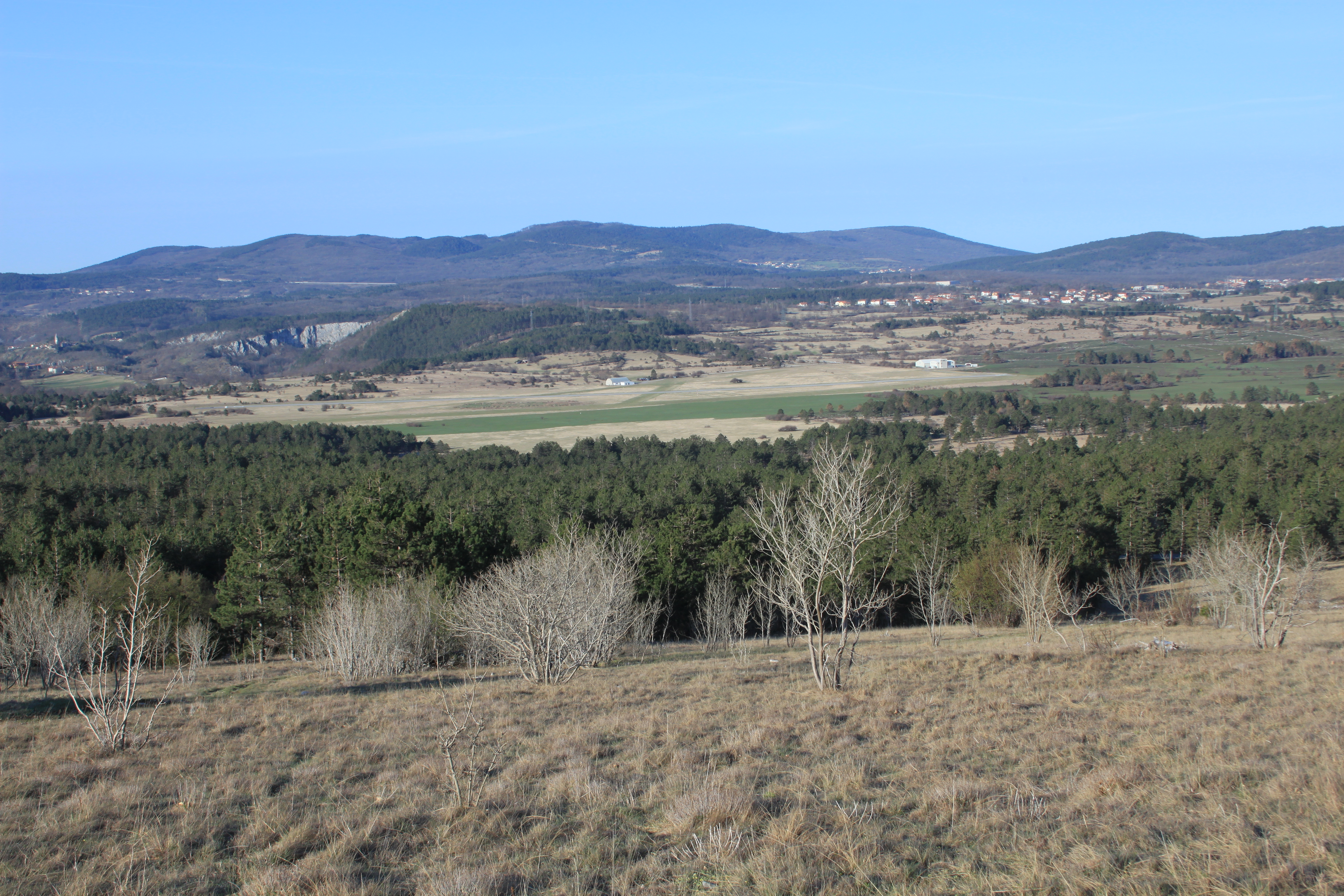
Blick am Ležeški Gabrk über die Talung bei Divača auf das Flugfeld Gabrk, dahinter das Karstloch der Höhlen von Škocjan und die Ausläufer der Brkini

## Hydrographie, Geologie und Natur
Die Talung von Senožeče weist mit dem Senožečki potok einen Bach auf, der über die Raša und Branica der Vipava und damit dem Isonzo zugeht. Das Gebiet nördlich des Gabrk gehört auch noch zum Karst. Die Raša führt nur bei Starkregen Wasser, und die hydrographische Wasserscheide wird direkt am Wasserlauf gesehen. Der Gabrk selbst und das Trockental südlich entwässern zum Škocjan-Höhlensystem der Reka und damit zum Timavo bei Montfalcone. Am Südwesthang an der Straža (580 m) bei Brestovica pri Povirju liegen aber mit dem Kal Globočaj und den Studenci (Lempurjevka) Quellen.
Der Pass bildet von alters her die Grenze zwischen dem eigentlichen (Triester) Karst, der in der modernen Gliederung der naturgeographische Regionen Sloweniens zur Region Primorje (Küstenland) gerechnet wird, zur Dinarischen Region (Dinarski kras celinske Slovenije, Dinarischer Karst im Landesinneren). Die Region setzt sich gegen den Flysch-Zug der Vrhe nördlich charakteristisch ab.

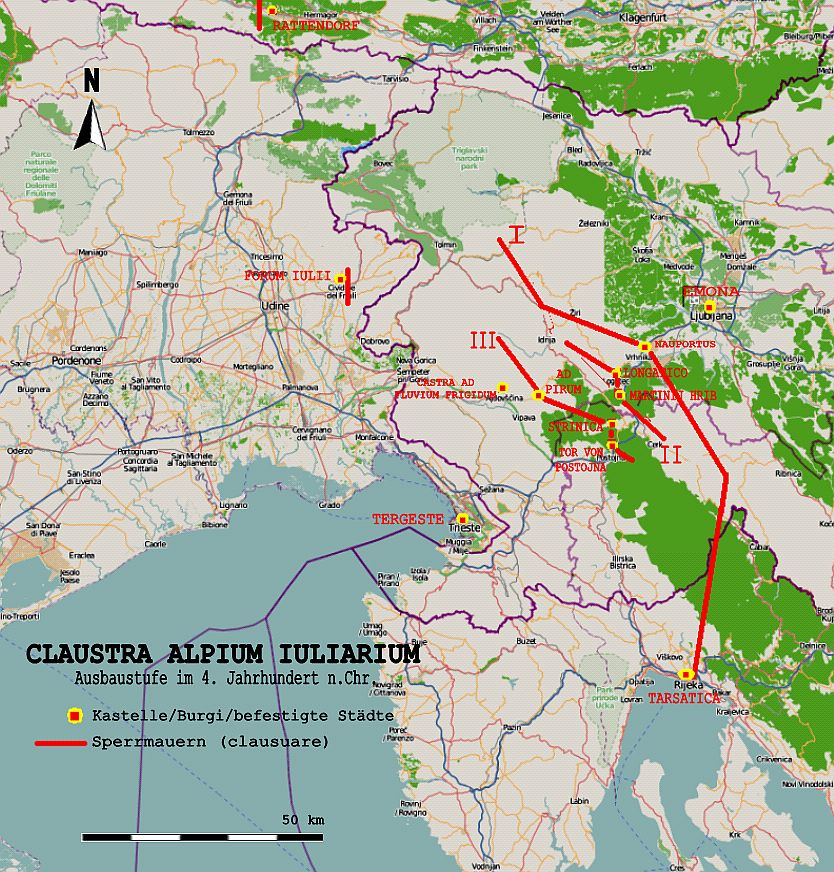
Claustra Alpium Iuliarum, der Ocra (unbeschriftet) an der Regionsgrenze westlich des Tor von Postojna.

Das Gebiet sind paläozoische Kalke, und vergleichsweise arm an Höhlen. Bei Grabungen wurden aber alte Höhlenspuren gefunden.
Der Gabrk ist mit Karstheide und Kiefernwald bestanden.
Das Gebiet östlich des Passes gehört schon zum Regijskega parka Škocjanske jame (Regionalpark Škocjan-Höhlen).

## Geschichte und Verkehr
Dass der Pass eine Altstraße ist, ist durch den frühgeschichtlichen Ringwall am Goli vrh nördlich und durch den Verlauf der Römerstraße gesichert. Hier verlief die Straße von Tergeste (Triest) zur Handelsstation am Ocra (Razdrto), wo sie auf die wichtige Straße Aquileia – Nauportus (Vrhnika) – Emona (Ljubljana) über die Pforte von Postojna, die römische Bernsteinstraße und Hauptroute auf den inneren Balkan, stieß. Diese verlor ab der Errichtung der Via Gemina über den Pass Inalpe Iulia/Ad Pirum (Hrušica) im Birnbaumer Wald zwar an Bedeutung, blieb aber weiter lokal wichtig.
Die Route an die Küste blieb auch ab dem Mittelalter wichtig, als die Gegend im Jahr 1500 an das Habsburgerreich kam (die Habsburger waren schon seit 1266 in der Herrschaft Duino ansässig). Daraus ging das spätere Kronland Krain hervor, mit der hier verlaufenden Hauptverkehrsachse in die österreichischen Küstenlande (Litorale).

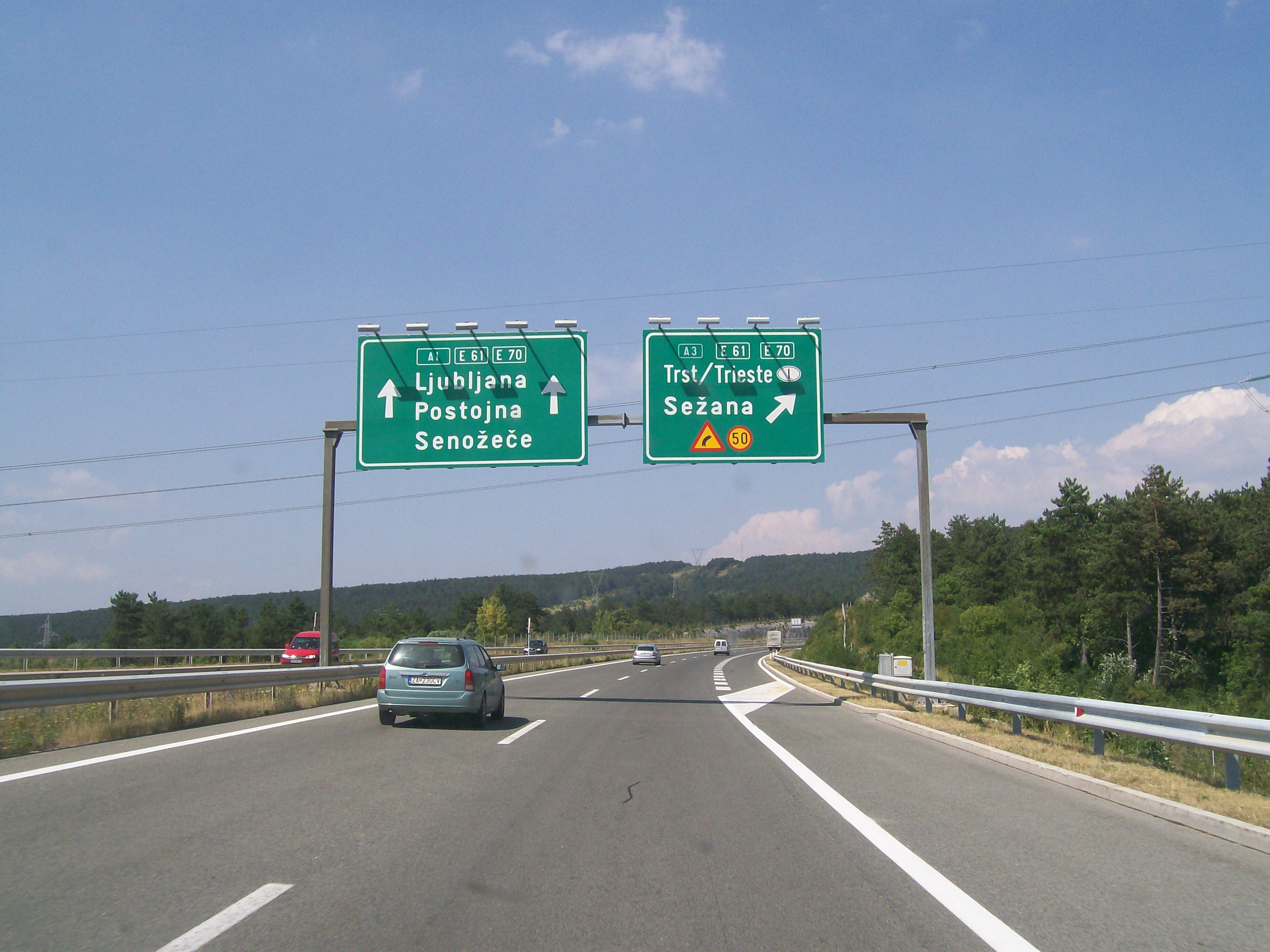
Vor dem Knoten Gabrk A1/A3

1989–95 wurde dann hier die Avtocesta (Autobahn) A1 Spielfeld – Ljubljana – Koper erbaut, zuerst die Etappe nördlich, dann nach Süden, zusammen mit dem Viadukt am Goli vrh. Direkt südlich des Gabrk bei Divača liegt der Knoten  Gabrk der Avtocesta A3 nach Sežana und Triest oder Venedig.
Die alte Regionalna cesta (Regionalstraße) R409 Ljubljana – Logatec – Razdrto – Črni Kal spielt hier nurmehr eine untergeordnete Rolle.
Südlich unterhalb liegt auch das kleine Flugfeld von Divača.